# Crépinette

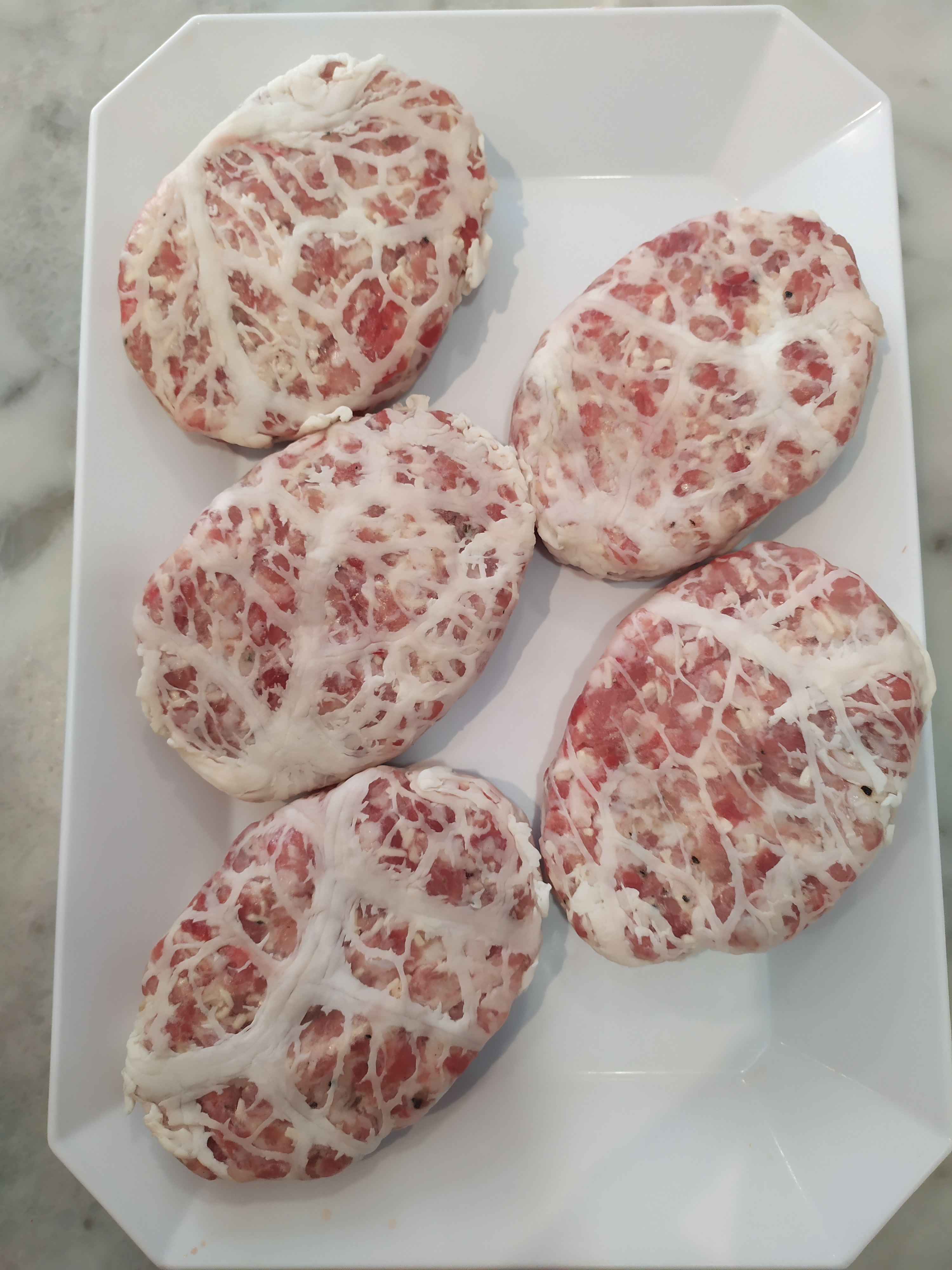
Crépinettes

Als Crépinette, auf Deutsch auch als Netzwürstchen, bezeichnet man eine französische Wurstspezialität.
Die Crépinette ist ein flaches Würstchen aus Fleischfarce oder einer mit dicker Sauce abgebundenen Salpicon, das in Schweinenetzen abgefüllt wird. Als Fleischsorten werden häufig Kalb, Lamm, Rind, Schwein, aber auch Geflügel verwendet. Die Wurstmasse enthält als typische Zutat gehackte Petersilie.
Der spätere Metzgermeister Karl Humm aus dem pfälzischen Sankt Martin lernte auf der Walz im Elsass die Crépinette kennen. In seiner später in Sankt Martin eröffneten Metzgerei nahm er diese in sein Angebot, woraus sich die lokale Spezialität der Mademer Krebbenetze entwickelte.
Eine vergleichbare Wurstspezialität sind die zyprischen Sheftalies.

## Belege
1. 1 2  „Netzwürstchen“ In: F. Jürgen Herrmann (Hrsg.): Herings Lexikon der Küche. Fachbuchverlag Pfanneberg, Haan-Gruiten 2012 (Lizenzausgabe Nikol, Hamburg 2016); S. 391. ISBN 978-3-86820-344-8.
2. ↑  Metzgerei Schreieck. Abgerufen am 11. Dezember 2021.